# Rockmetal.pl
rockmetal.pl – polski portal internetowy poświęcony muzyce rockowej i metalowej. Serwis utworzony został pod koniec 1996 na bazie prywatnej strony Ryszarda Raszplewicza. W lipcu 1998 roku strona została przeniesiona na adres rockmetal.art.pl a we wrześniu 1999 roku – na adres rockmetal.pl.
Na stronie, oprócz wiadomości muzycznych, znaleźć można relacje i galerie zdjęć z koncertów, recenzje albumów oraz forum dyskusyjne.